# Big Brother Brasil 17
Big Brother Brasil 17 foi a décima sétima temporada do reality show brasileiro Big Brother Brasil, que foi exibida pela TV Globo entre 23 de janeiro e 13 de abril de 2017, com 81 dias de confinamento, estreando pela segunda vez na história do programa em uma segunda-feira e também pela segunda vez terminando numa quinta-feira. A temporada foi apresentada por Tiago Leifert (substituindo Pedro Bial, que deixou o programa após 16 edições) e teve direção geral de Rodrigo Dourado.
Esta foi a quinta edição a ser exibida em HD. Também foi a terceira edição em que foi possível acompanhar em múltiplas plataformas através do BBB Play e do Globoplay.
A edição terminou com a vitória da estudante Emilly Araújo, que recebeu 58% dos votos, e faturou o prêmio máximo de R$ 1,5 milhão sem desconto de impostos. Foi a terceira vez que o Big Brother Brasil teve apenas mulheres na final, após o Big Brother Brasil 14 e o Big Brother Brasil 16.

## Antecedentes e produção
Promovendo reformulação no formato e em sua programação, em 22 de agosto de 2016, a TV Globo anunciou Tiago Leifert como novo apresentador do programa, a partir da décima sétima temporada, substituindo Pedro Bial. Bial deixou o programa para desenvolver seu próprio talk show, Conversa com Bial, que estrearia em maio de 2017 no lugar do Programa do Jô. Por conta da troca, Leifert teve que deixar a apresentação dos programas É de Casa e The Voice Kids. Houve também mudança no tema de abertura, onde "Vida Real", canção de Paulo Ricardo que está na abertura do reality show desde a primeira temporada, ganhou um novo arranjo e estreou sua quinta versão, produzida pelo DJ Ftampa.
Rafael Cortez e Paulinho Serra também passaram a integrar o elenco do programa. Serra entrou como repórter, substituindo Dadá Coelho no "Selfie BBB", e Rafael Cortez ganhou um quadro no programa chamado "BBB Sem Moderação", exibido nas terças-feiras, onde comentava de forma bem-humorada as mensagens dos internautas nas redes sociais. Cortez também foi escalado para comandar a "Mesa-Redonda BBB", uma espécie de programa à parte transmitido apenas na internet, onde recebia o eliminado da semana, ex-participantes do reality show e personalidades da TV e da internet para comentarem os principais acontecimentos da casa.
O cartunista Maurício Ricardo, que tinha um quadro de charges no programa desde 2004, não retornou nessa edição e, como substituição, o programa estreou um novo quadro chamado "Os Silva", exibido nas terças-feiras, em que uma família de bonecos fantoches comentavam os principais acontecimentos da casa num formato de sátira. Os bonecos eram dublados por Leandro Soares, Lúcio Mauro Filho, Heloísa Périssé, Izabel Lira e Mário Jorge de Andrade. O quadro dos fantoches, no entanto, acabou sendo extinto logo nas primeiras semanas do programa.

## O Jogo

### Seleção dos participantes
As inscrições online para as seletivas regionais e nacional puderam ser feitas entre 10 de maio e 6 de agosto de 2016. As seletivas regionais foram realizadas em onze capitais brasileiras, incluindo pela primeira vez Maceió e Manaus.
Candidatos inscritos na seletiva nacional, além da entrevista presencial, puderam ser entrevistados através da Banca Virtual via Facetime ou Skype. A seleção também contou com a ajuda de um olheiro virtual, que procurou nas redes sociais pessoas que se destacam na profissão ou que têm alguma responsabilidade social.
| Data                             | Cidade         |
| -------------------------------- | -------------- |
| 27 e 28 de junho de 2016         | Porto Alegre   |
| 30 de junho e 1 de julho de 2016 | Curitiba       |
| 12 e 13 de julho de 2016         | Campo Grande   |
| 26 e 27 de julho de 2016         | Manaus         |
| 1 e 2 de setembro de 2016        | Belo Horizonte |
| 12 e 13 de setembro de 2016      | Maceió         |
| 15 e 16 de setembro de 2016      | Recife         |
| 19 e 20 de outubro de 2016       | Rio de Janeiro |
| 24 e 25 de outubro de 2016       | Brasília       |
| 27 e 28 de outubro de 2016       | Goiânia        |
| 9 a 12 de novembro de 2016       | São Paulo      |

### A Casa
A área externa da casa ganhou uma decoração que remete a uma vila, referência à diversidade e ao regionalismo brasileiro. O projeto tem inspiração colonial, com referências da arquitetura de Paraty, Pelourinho e cidades de Minas Gerais. Entre as novidades está a piscina, que agora tem água aquecida, e a televisão que os participantes fazem contato com o apresentador, que agora é um telão vertical mostrando Tiago Leifert de corpo inteiro. Por dentro, os dois quartos, com um total de nove camas (sendo duas de casal), ganharam decorações completamente distintas. O maior fica perto da cozinha e é todo decorado em tons de azul-claro e tem inclusive um box com chuveiro. O menor, próximo à despensa e ao confessionário, tem decoração "gótica", com as paredes pretas e desenhos de caveiras, além da inscrição “Paraíso prometido”. O confessionário, que agora é branco, conta com uma cadeira de acrílico transparente, o chão foi forrado por um tapete preto e a parede atrás do assento tem uma imagem que remete ao conceito da vila. Uma jacuzzi foi colocada onde geralmente fica o sofá do lado da piscina, que agora está onde era a sauna, na 16ª edição. Há elementos de louças coloniais, com cores modernas, na parede da sala de jantar, anexa a uma cozinha toda em aço inox. Ladrilhos de diferentes épocas também fazem contraponto ao porcelanato que reveste o chão da casa. Em uma das paredes da casa, pedaços de portas e janelas antigas foram empregados como decoração.

### Volta do sistema de votação nacional
No Big Brother Brasil 16, houve uma mudança no formato da votação do público. A partir da quinta semana de confinamento, a votação dos paredões passou a ser regional. Os votos dados através da votação na internet eram agrupados e apurados individualmente por região (Centro-Oeste, Nordeste, Norte, Sudeste e Sul). O candidato que alcançasse a maioria simples de votos em cada região ganhava um ponto. Também ganhava um ponto o candidato que obtivesse a maioria simples de todos os votos por SMS e telefone somados. Dessa forma, eram seis pontos no total: cinco por região geográfica mais um por SMS e telefone, sendo eliminado o que obtivesse mais pontos no total. Segundo a emissora, não houve diferença significativa no sistema regional, anunciando para a edição atual a volta do sistema tradicional em que a votação é unificada e quem possuir a maior porcentagem será o eliminado da semana, valendo também para a escolha do vencedor.

### Gêmeos na disputa pelas vagas finais
Em 18 de janeiro de 2017, foi revelado pela emissora que quatro candidatos, duas duplas de gêmeos, entrariam antes dos outros competidores na casa e disputariam as duas vagas finais da edição. O público teve que decidir entre um irmão de cada dupla para entrar oficialmente no jogo.
A disputa aconteceu entre os irmãos promotores de eventos Antônio e Manoel Rafaski, de 23 anos, de Vila Velha, Espírito Santo, e as irmãs estudantes Emilly e Mayla Araújo, de 20 anos, de Eldorado do Sul, Rio Grande do Sul. Os mais votados pelo público para ganharem as duas vagas finais no jogo foram Manoel e Emilly, respectivamente.
| Antônio Augusto Pereira Rafaski | 23 | Promotor de eventos | Vila Velha, Espírito Santo         | Não escolhido |  |  |  |  |  |  |  |  |  |  |  |  |  |  |  |
| Manoel Augusto Pereira Rafaski  | 23 | Promotor de eventos | Vila Velha, Espírito Santo         | Escolhido     |  |  |  |  |  |  |  |  |  |  |  |  |  |  |  |
|                                 |    |                     |                                    |               |  |  |  |  |  |  |  |  |  |  |  |  |  |  |  |
| Emilly de Araújo Corrêa         | 20 | Estudante           | Eldorado do Sul, Rio Grande do Sul | Escolhida     |  |  |  |  |  |  |  |  |  |  |  |  |  |  |  |
| Mayla de Araújo Corrêa          | 20 | Estudante           | Eldorado do Sul, Rio Grande do Sul | Não escolhida |  |  |  |  |  |  |  |  |  |  |  |  |  |  |  |

### Divisão por muro
Assim como ocorreu na primeira semana do Big Brother Brasil 9, a casa foi dividida por um muro na sexta semana de confinamento. Em 6 de março de 2017, houve uma votação na casa para eliminar um participante, onde quem recebeu mais votos passou para o outro lado do muro com mais quatro participantes à sua escolha. Marcos, por ter recebido de Ilmar uma pulseira branca seguindo instruções do Big Fone, teve voto em dobro nesta votação. Emilly foi a mais votada pela casa, com seis votos (os de Daniel, Ieda, Pedro, Roberta, Rômulo e Vivian), e após uma falsa eliminação foi conduzida ao lado mexicano, do outro lado do muro, levando consigo Daniel, Ilmar, Marcos e Marinalva. O lado americano foi composto pelo restante: Ieda, Pedro, Roberta, Rômulo e Vivian. Somente os participantes do lado mexicano disputaram a prova do Líder da sétima semana, enquanto somente o lado americano pôde disputar a prova do anjo. Em 10 de março de 2017, os participantes tiveram que realizar uma troca deliberada entre os dois lados: Daniel passou para o lado americano, enquanto Rômulo foi para o lado mexicano. Em 11 de março de 2017, o muro foi retirado e os participantes voltaram a conviver juntos.

### Intercâmbio cultural
No dia 9 de março de 2017, foi anunciado que a edição faria um intercâmbio cultural com o Gran Hermano VIP 5, da Espanha. No dia 12 de março de 2017, foi anunciado que a participante Elettra Lamborghini viria ao Brasil e os gêmeos já eliminados Antônio e Manoel Rafaski iriam para a Espanha. Elettra entrou na casa do BBB17 no dia 15 de março de 2017 e permaneceu até a manhã do dia 18 de março de 2017, retornando ao reality show espanhol.
Antônio e Manoel chegaram ao Gran Hermano VIP 5 no dia 16 de março de 2017. Ao entrarem na atração, os irmãos tinham a missão de enganar os integrantes do reality show espanhol, dizendo que eram a mesma pessoa, para tentar ganhar um prêmio. Ambos se revezaram no confinamento e atendiam apenas pelo nome de Antônio. Porém, poucas horas depois da entrada, o mistério foi desfeito e os gêmeos foram descobertos. Apesar de terem perdido a premiação, Antônio e Manoel continuaram no Gran Hermano VIP 5 até o dia 23 de março de 2017.

### Poder do Não
| Semana | Poder do Não                    | Total de vetos | Participantes vetados          | Ref.   |
| ------ | ------------------------------- | -------------- | ------------------------------ | ------ |
| 1      | Antônio, Emilly, Manoel e Mayla | 1              | Daniel                         | [ 30 ] |
| 5      | Pedro                           | 3              | Elis, Marcos e Marinalva       | [ 31 ] |
| 6      | Daniel e Emilly                 | 2              | Ieda e Vivian                  | [ 32 ] |
| 7      | Emilly                          | 4              | Ieda, Roberta, Rômulo e Vivian | [ 33 ] |
| 11     | Prova de Classificação          | 2              | Ieda e Vivian                  | [ 34 ] |

## Controvérsias

### Acusações de favorecimento
Ao longo da décima sétima edição do Big Brother Brasil, a produção do programa e a Globo foram acusadas de favorecer a participação de Emilly Araújo e Marcos Härter. Emilly foi selecionada com 55% dos votos do público, após disputar com sua irmã gêmea Mayla uma vaga na casa, enquanto que Marcos esteve entre entre os 13 participantes previamente escolhidos. Semanas depois, passaram a formar um casal dentro da casa. Em crítica para o UOL, o jornalista Mauricio Stycer mencionou a capacidade da edição "de desenvolver uma história e, eventualmente, influenciar o julgamento do público no BBB", posteriormente destacando atitudes do apresentador Tiago Leifert ao dialogar com o público e participantes. Para Stycer, a forma que Leifert conduz o programa "é bem mais didática que a de [Pedro] Bial". Em texto mencionando a queda de audiência da edição, o jornalista destacou o fato de Emilly ter criado "excesso de antipatia" com o público, mas que tinha boas características para ser uma ótima personagem para reerguer a audiência, algo que segundo o mesmo falta na edição, por sugerir que "falta uma Ana Paula [Renault]", participante da temporada anterior que se destacou por conta de seu comportamento. Em outro texto, escreve que o casal formado por Emilly e Marcos se tornaram essenciais para a temporada, depois definindo como os "protagonistas da edição".
Em crítica sobre o programa de 23 de fevereiro, Mauricio Stycer destaca que um diálogo de Emilly com Elis foi distorcido na edição. Stycer também apontou um esforço para "marcar" Elis como a vilã da temporada, onde ela foi nomeada "agente do caos". Posteriormente, foi eliminada com 80% dos votos em 28 de fevereiro. O ápice ocorreu em 6 de março, quando um muro dividiu a casa em dois lados. A decisão foi criticada por ter sido realizada 1 dia após ter sido formado um Paredão, onde Emilly foi indicada e, no Paredão falso, foi eliminada com seis votos (ao ser votada por Daniel, Ieda, Pedro, Roberta, Rômulo e Vivian) contra cinco votos em Ieda (os de Emilly, Ilmar, Marcos e Marinalva), mas entrou para o "Lado Mexicano" da casa e escolheu outros cinco participantes que iriam disputar a Prova do Líder junto com ela. Em novo texto, Mauricio Stycer apontou que a reviravolta no jogo era uma grande bobagem, mas "ajudou Emilly a angariar mais simpatia junto ao público", que completou: "A rejeição a Emilly dentro da casa já era conhecida pela direção do programa. Logo, promover uma falsa eliminação apenas um dia depois da votação verdadeira dificilmente traria um resultado inesperado". No programa do dia 7 de março, o participante Pedro, que disputava com Emilly e Marinalva o Paredão, foi eliminado com 71,71% dos votos. Nas redes sociais, internautas protestaram contra a movimentação do programa e o suposto favorecimento a Emilly e, no Twitter, criaram hastags como "#BBBMANIPULADO", "#VergonhaPatrocinarBBB" e "#EmillyVergonhaNacional". A ex-participante Ana Paula Renault criticou a reviravolta do jogo e afirmou que "a credibilidade do programa foi colocada à prova", acreditando que as votações do programa são verídicas, mas "acreditando também na manipulação por parte das edições e contextos, que favorecem – e desfavorecem – determinados participantes".

### Denúncia de agressão e expulsão de Marcos
Em diversos momentos da temporada, o participante Marcos Härter teve diversos conflitos entre os participantes, com a produção do programa e com Emilly Araújo, com quem iniciou um relacionamento na temporada. No entanto, uma discussão entre Marcos e Emilly virou alvo de controvérsia após imagens do momento mostrarem Emilly reclamar que estava sendo machucada por Marcos. A discussão ocorreu entre a madrugada de sábado (8 de abril de 2017) para domingo (9 de abril), que repercutiu instantaneamente para quem acompanhou o momento no pay per view, sendo que as mesmas imagens foram transmitidas no programa de domingo. Após a exibição, o apresentador Tiago Leifert leu um comunicado afirmando que os dois tiveram uma conversa separada no Confessionário, onde Marcos foi alertado e Emilly foi orientada "que pode e deve procurar a produção do programa a qualquer momento". No mesmo dia, o pai de Emilly entrou em contato com a produção para pedir providências.
Mauricio Stycer, do UOL, considerou "covarde" a iniciativa da TV Globo de "deixar responsabilidade de qualquer atitude nas mãos de Emilly" após dizer que, com as imagens, "não era necessário que a vitima [de abuso] tome a iniciativa de procurar a produção do programa". Em outro texto, Stycer lembrou que o acontecimento ocorreu dias após o canal tornar público, por meio de seus programas jornalísticos, a suspensão do ator José Mayer por assediar uma camareira. Chico Barney, para o mesmo site, definiu o episódio como um erro "da Globo e do público", devido ao fato da repercussão ter ocorrido enquanto Marcos estava no Paredão com Marinalva, sendo que a última foi a eliminada com 77% dos votos. Ele apontou que: "Marcos é quem está confinado, mas parece que é a emissora e a audiência que sofrem da Síndrome de Estocolmo". Maria Carolina Maia, em crítica para a Veja, considerou que existe uma "apatia" da Globo em intervir na situação devido à audiência crescente do reality em sua reta final, afirmando que o canal "erra ao tratar agressão de Marcos como parte do jogo".
Após a repercussão nas redes sociais, que contou com apoio de personalidades ligadas ao movimento feminista, a Delegacia de Atendimento à Mulher de Jacarepaguá registrou, em 10 de abril, uma ocorrência de agressão contra Marcos, por ordem da diretora da Divisão de Polícia de Atendimento à Mulher, Márcia Noeli Barreto. Na tarde do mesmo dia, a polícia se dirigiu até o local da Casa, em Curicica (dentro dos Estúdios Globo) para ouvir Marcos e Emilly, juntamente com um perito para poder realizar exames. Por conta disso, Marcos poderia sair do programa naquele dia caso houvesse a abertura de processo criminal.
Na edição do Jornal Nacional do mesmo dia, foi anunciado um acordo com a delegada Marcia Noeli Barreto de que Emilly iria fazer exames para comprovar lesão corporal, além de ser chamada novamente para o Confessionário para que a participante tivesse seus direitos garantidos pela Lei Maria da Penha. Também foi anunciado que "A partir dos resultados, a Globo anunciará o que fará na edição de hoje do programa". A produção do reality decidiu pela expulsão de Marcos, que foi anunciado por Leifert no começo do programa do dia. Anteriormente, o participante havia sido chamado para conversar no Confessionário e não retornou para a Casa.

## Exibição
O programa foi exibido diariamente pela TV Globo e pelo Multishow, tendo nesse último, flashes ao vivo de 30 minutos após a transmissão pela TV aberta. A transmissão também foi realizada em Pay-per-view, 24 horas por dia, em várias operadoras de TV por assinatura. Pela internet, foi exibido pelo Canais Globo para os assinantes do PPV e na Globo Play, para assinantes da Globo.com.

## Shows e participações especiais
| Data                    | Artista/Banda                                              | Tema                               | Ref.   |
| ----------------------- | ---------------------------------------------------------- | ---------------------------------- | ------ |
| 27 de janeiro de 2017   | Nego do Borel                                              | Festa na Vila                      | [ 74 ] |
| 3 de fevereiro de 2017  | Anitta                                                     | Festa Pop Japan                    | [ 75 ] |
| 10 de fevereiro de 2017 | Paulo Ricardo e FTampa                                     | Festa Constelação                  | [ 76 ] |
| 3 de março de 2017      | Simone & Simaria                                           | Festa 4 Estações                   | [ 77 ] |
| 12 de março de 2017     | Cláudia Ohana e Ney Latorraca                              | Festa Zumbi                        | [ 78 ] |
| 15–18 de março de 2017  | Elettra Lamborghini                                        | Intercâmbio com Gran Hermano VIP 5 | [ 23 ] |
| 25 de março de 2017     | Projota                                                    | Festa no Gueto                     | [ 79 ] |
| 13 de abril de 2017     | Carlinhos Brown, Claudia Leitte, Lulu Santos e Michel Teló | Final                              | [ 80 ] |

## Participantes

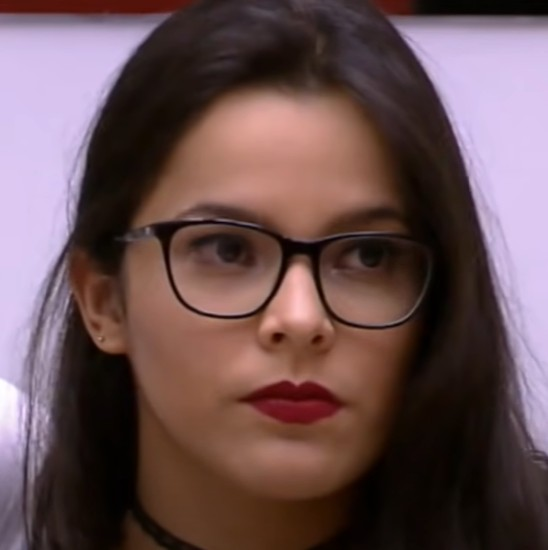
Emilly Araújo, a vencedora da edição.

A lista com 13 participantes oficiais foi revelada pela emissora no dia 18 de janeiro de 2017, cinco dias antes da estreia. No mesmo dia, foram revelados mais quatro candidatos, duas duplas de gêmeos, que entraram na casa antes dos outros competidores para disputarem as duas últimas vagas do programa. Emilly Araújo e Manoel Rafaski ganharam as duas últimas vagas do programa após vencerem disputa popular contra Mayla Araújo e Antônio Rafaski, seus respectivos irmãos gêmeos. Em 10 de abril de 2017, o participante Marcos Härter foi expulso por indícios de agressão.
As informações referentes a profissão dos participantes estão de acordo com o momento em que ingressaram no programa.
| Participante                              | Data de nascimento | Ocupação                    | Origem                             | Resultado                               | Ref.   |
| ----------------------------------------- | ------------------ | --------------------------- | ---------------------------------- | --------------------------------------- | ------ |
| Emilly de Araújo Corrêa                   | 24/07/1996         | Estudante                   | Eldorado do Sul, Rio Grande do Sul | Vencedora em 13 de abril de 2017        | [ 82 ] |
| Vivian Silveira Amorim                    | 20/03/1993         | Advogada                    | Manaus, Amazonas                   | 2º lugar em 13 de abril de 2017         | [ 83 ] |
| Ieda Maria Wobeto                         | 26/04/1946         | Aposentada                  | Canoas, Rio Grande do Sul          | 3º lugar em 13 de abril de 2017         | [ 84 ] |
| Marcos de Oliveira Härter                 | 21/03/1979         | Cirurgião plástico          | Porto Alegre, Rio Grande do Sul    | Expulso em 10 de abril de 2017          | [ 36 ] |
| Marinalva de Almeida                      | 27/08/1977         | Paratleta                   | Santa Isabel do Ivaí, Paraná       | 11ª eliminada em 9 de abril de 2017     | [ 85 ] |
| Ilmar Renato Granja Fonseca               | 10/01/1979         | Advogado e cozinheiro       | Santo Anastácio, São Paulo         | 10º eliminado em 4 de abril de 2017     | [ 86 ] |
| Daniel Fabiano Fontes                     | 01/06/1975         | Agente de trânsito          | Ferraz de Vasconcelos, São Paulo   | 9º eliminado em 27 de março de 2017     | [ 87 ] |
| Rômulo Milhomem Freitas Figueira Neves    | 31/10/1977         | Diplomata                   | Brasília, Distrito Federal         | 8º eliminado em 21 de março de 2017     | [ 88 ] |
| Roberta Freitas Diniz                     | 20/09/1995         | Estudante de Serviço Social | Caxambu, Minas Gerais              | 7ª eliminada em 14 de março de 2017     | [ 89 ] |
| Pedro Inzinna Falcão                      | 09/02/1987         | Jornalista                  | São Paulo, São Paulo               | 6º eliminado em 7 de março de 2017      | [ 90 ] |
| Elis Nair da Penha Gonçalves              | 06/05/1976         | Comerciante                 | Taguatinga, Distrito Federal       | 5ª eliminada em 28 de fevereiro de 2017 | [ 91 ] |
| Manoel Augusto Pereira Rafaski            | 21/10/1993         | Promotor de eventos         | Vila Velha, Espírito Santo         | 4º eliminado em 21 de fevereiro de 2017 | [ 92 ] |
| Luiz Felipe Barbosa Ribeiro               | 15/07/1988         | Comerciante                 | Maceió, Alagoas                    | 3º eliminado em 14 de fevereiro de 2017 | [ 93 ] |
| Mayara Motti Rodrigues                    | 07/11/1990         | Bacharel em Direito         | Belo Horizonte, Minas Gerais       | 2ª eliminada em 7 de fevereiro de 2017  | [ 94 ] |
| Gabriela Flor Bitencourt Lucídio Ferreira | 18/08/1989         | Bailarina                   | Salvador, Bahia                    | 1ª eliminada em 31 de janeiro de 2017   | [ 95 ] |

## Histórico
| Líder               | Líder               | Líder               | (nenhum)                   | Mayara Vivian                   | Emilly                      | Daniel                             | Pedro                       | Daniel Emilly               | Ilmar                         | Marcos                       | Ilmar                       | Ilmar                       | Emilly                      | Emilly                         | (nenhum)               |    |  |  |  |  |  |
| Anjo                | Anjo                | Anjo                | (nenhum)                   | Daniel Marinalva                | Daniel                      | Emilly                             | Ieda                        | Marcos                      | Roberta                       | Rômulo                       | Marcos                      | Marinalva                   | (nenhum)                    | (nenhum)                       | (nenhum)               |    |  |  |  |  |  |
| Imunizado           | Imunizado           | Imunizado           | (nenhum)                   | Luiz Felipe                     | Manoel                      | Roberta                            | Elis                        | Marcos                      | Ieda                          | Vivian                       | Emilly                      | Marinalva                   | (nenhum)                    | (nenhum)                       | (nenhum)               |    |  |  |  |  |  |
| Big Fone            | Big Fone            | Big Fone            | (nenhum)                   | (nenhum)                        | (nenhum)                    | Pedro                              | (nenhum)                    | (nenhum)                    | Ilmar                         | (nenhum)                     | (nenhum)                    | (nenhum)                    | (nenhum)                    | (nenhum)                       | (nenhum)               |    |  |  |  |  |  |
| Indicado (Big Fone) | Indicado (Big Fone) | Indicado (Big Fone) | (nenhum)                   | (nenhum)                        | (nenhum)                    | Ilmar                              | (nenhum)                    | (nenhum)                    | (nenhum)                      | (nenhum)                     | (nenhum)                    | (nenhum)                    | (nenhum)                    | (nenhum)                       | (nenhum)               |    |  |  |  |  |  |
| Indicado (Líder)    | Indicado (Líder)    | Indicado (Líder)    | (nenhum)                   | Marcos                          | Vivian                      | Marcos                             | Manoel                      | Elis                        | Pedro                         | Roberta                      | Rômulo                      | Daniel                      | Ilmar                       | Marinalva                      | (nenhum)               |    |  |  |  |  |  |
| Indicado (Casa)     | Indicado (Casa)     | Indicado (Casa)     | (nenhum)                   | Gabriela Flor                   | Mayara                      | Luiz Felipe                        | Emilly Vivian               | Ilmar                       | Emilly                        | Emilly Ieda                  | Ieda                        | Emilly                      | Marcos                      | Marcos                         | (nenhum)               |    |  |  |  |  |  |
|                     |                     |                     |                            |                                 |                             |                                    |                             |                             |                               |                              |                             |                             |                             |                                |                        |    |  |  |  |  |  |
|                     |                     | Emilly              | Indicada                   | Gabriela Flor                   | Líder                       | Elis                               | Vivian                      | Líder                       | Rômulo                        | Ieda                         | Ieda                        | Ieda                        | Líder                       | Líder                          | Vencedora (Dia 81)     | 18 |  |  |  |  |  |
|                     |                     | Vivian              | Não elegível               | Líder                           | Marcos                      | Elis                               | Emilly                      | Ilmar                       | Emilly                        | Emilly                       | Marinalva                   | Emilly                      | Marcos                      | Marcos                         | 2º lugar (Dia 81)      | 7  |  |  |  |  |  |
|                     |                     | Ieda                | Não elegível               | Gabriela Flor                   | Mayara                      | Luiz Felipe                        | Emilly                      | Ilmar                       | Emilly                        | Marinalva                    | Marinalva                   | Emilly                      | Marcos                      | Marcos                         | 3º lugar (Dia 81)      | 19 |  |  |  |  |  |
|                     |                     | Marcos              | Não elegível               | Vivian                          | Mayara                      | Luiz Felipe                        | Vivian                      | Marinalva                   | Vivian                        | Líder                        | Ieda                        | Ieda                        | Marinalva                   | Ieda                           | Expulso (Dia 78)       | 15 |  |  |  |  |  |
|                     |                     | Marinalva           | Não elegível               | Ieda                            | Mayara                      | Vivian                             | Emilly                      | Rômulo                      | Emilly                        | Ieda                         | Ieda                        | Emilly                      | Marcos                      | Marcos                         | Eliminada (Dia 77)     | 7  |  |  |  |  |  |
|                     |                     | Ilmar               | Não elegível               | Gabriela Flor                   | Mayara                      | Luiz Felipe                        | Vivian                      | Roberta                     | Líder                         | Ieda                         | Líder                       | Líder                       | Ieda                        | Eliminado (Dia 72)             | Eliminado (Dia 72)     | 13 |  |  |  |  |  |
|                     |                     | Daniel              | Não elegível               | Gabriela Flor                   | Marcos                      | Líder                              | Emilly                      | Líder                       | Rômulo                        | Ieda                         | Ieda                        | Emilly                      | Eliminado (Dia 64)          | Eliminado (Dia 64)             | Eliminado (Dia 64)     | 2  |  |  |  |  |  |
|                     |                     | Rômulo              | Não elegível               | Gabriela Flor                   | Mayara                      | Luiz Felipe                        | Emilly                      | Ilmar                       | Emilly                        | Emilly                       | Ieda                        | Eliminado (Dia 58)          | Eliminado (Dia 58)          | Eliminado (Dia 58)             | Eliminado (Dia 58)     | 6  |  |  |  |  |  |
|                     |                     | Roberta             | Não elegível               | Ilmar                           | Mayara                      | Ieda                               | Ilmar                       | Ilmar                       | Emilly                        | Ilmar                        | Eliminada (Dia 51)          | Eliminada (Dia 51)          | Eliminada (Dia 51)          | Eliminada (Dia 51)             | Eliminada (Dia 51)     | 2  |  |  |  |  |  |
|                     |                     | Pedro               | Não elegível               | Ilmar                           | Mayara                      | Luiz Felipe                        | Líder                       | Ilmar                       | Emilly                        | Eliminado (Dia 44)           | Eliminado (Dia 44)          | Eliminado (Dia 44)          | Eliminado (Dia 44)          | Eliminado (Dia 44)             | Eliminado (Dia 44)     | 1  |  |  |  |  |  |
|                     |                     | Elis                | Não elegível               | Gabriela Flor                   | Ilmar                       | Ieda                               | Emilly                      | Ilmar                       | Eliminada (Dia 37)            | Eliminada (Dia 37)           | Eliminada (Dia 37)          | Eliminada (Dia 37)          | Eliminada (Dia 37)          | Eliminada (Dia 37)             | Eliminada (Dia 37)     | 3  |  |  |  |  |  |
|                     |                     | Manoel              | Indicado                   | Rômulo                          | Marcos                      | Rômulo                             | Marcos                      | Eliminado (Dia 30)          | Eliminado (Dia 30)            | Eliminado (Dia 30)           | Eliminado (Dia 30)          | Eliminado (Dia 30)          | Eliminado (Dia 30)          | Eliminado (Dia 30)             | Eliminado (Dia 30)     | 1  |  |  |  |  |  |
|                     |                     | Luiz Felipe         | Não elegível               | Gabriela Flor                   | Marcos                      | Ieda (×2)                          | Eliminado (Dia 23)          | Eliminado (Dia 23)          | Eliminado (Dia 23)            | Eliminado (Dia 23)           | Eliminado (Dia 23)          | Eliminado (Dia 23)          | Eliminado (Dia 23)          | Eliminado (Dia 23)             | Eliminado (Dia 23)     | 5  |  |  |  |  |  |
|                     |                     | Mayara              | Não elegível               | Líder                           | Marcos                      | Eliminada (Dia 16)                 | Eliminada (Dia 16)          | Eliminada (Dia 16)          | Eliminada (Dia 16)            | Eliminada (Dia 16)           | Eliminada (Dia 16)          | Eliminada (Dia 16)          | Eliminada (Dia 16)          | Eliminada (Dia 16)             | Eliminada (Dia 16)     | 7  |  |  |  |  |  |
|                     |                     | Gabriela Flor       | Não elegível               | Ieda                            | Eliminada (Dia 9)           | Eliminada (Dia 9)                  | Eliminada (Dia 9)           | Eliminada (Dia 9)           | Eliminada (Dia 9)             | Eliminada (Dia 9)            | Eliminada (Dia 9)           | Eliminada (Dia 9)           | Eliminada (Dia 9)           | Eliminada (Dia 9)              | Eliminada (Dia 9)      | 7  |  |  |  |  |  |
|                     |                     | Mayla               | Indicada                   | Eliminada (Dia 7)               | Eliminada (Dia 7)           | Eliminada (Dia 7)                  | Eliminada (Dia 7)           | Eliminada (Dia 7)           | Eliminada (Dia 7)             | Eliminada (Dia 7)            | Eliminada (Dia 7)           | Eliminada (Dia 7)           | Eliminada (Dia 7)           | Eliminada (Dia 7)              | Eliminada (Dia 7)      | —  |  |  |  |  |  |
|                     |                     | Antônio             | Indicado                   | Eliminado (Dia 7)               | Eliminado (Dia 7)           | Eliminado (Dia 7)                  | Eliminado (Dia 7)           | Eliminado (Dia 7)           | Eliminado (Dia 7)             | Eliminado (Dia 7)            | Eliminado (Dia 7)           | Eliminado (Dia 7)           | Eliminado (Dia 7)           | Eliminado (Dia 7)              | Eliminado (Dia 7)      | —  |  |  |  |  |  |
|                     |                     |                     |                            |                                 |                             |                                    |                             |                             |                               |                              |                             |                             |                             |                                |                        |    |  |  |  |  |  |
| Notas               | Notas               | Notas               | 1                          | 2, 3, 4                         | 5                           | 6, 7                               | 8, 9                        | 10, 11, 12                  | 13                            | 14, 15, 16                   | 17, 18                      | 19, 20                      | 21                          | 22, 23                         | 24, 25, 26             |    |  |  |  |  |  |
| Expulso             | Expulso             | Expulso             | (nenhum)                   | (nenhum)                        | (nenhum)                    | (nenhum)                           | (nenhum)                    | (nenhum)                    | (nenhum)                      | (nenhum)                     | (nenhum)                    | (nenhum)                    | (nenhum)                    | (nenhum)                       | Marcos                 |    |  |  |  |  |  |
| Paredão             | Paredão             | Paredão             | Antônio Manoel             | Gabriela Flor Marcos            | Mayara Vivian               | Ilmar Luiz Felipe Marcos           | Emilly Manoel Vivian        | Daniel Elis Ilmar           | Emilly Marinalva Pedro        | Emilly Ieda Roberta          | Ieda Marcos Rômulo          | Daniel Emilly               | Ilmar Marcos                | Marcos Marinalva               | Emilly Ieda Vivian     |    |  |  |  |  |  |
| Paredão             | Paredão             | Paredão             | Emilly Mayla               | Gabriela Flor Marcos            | Mayara Vivian               | Ilmar Luiz Felipe Marcos           | Emilly Manoel Vivian        | Daniel Elis Ilmar           | Emilly Marinalva Pedro        | Emilly Ieda Roberta          | Ieda Marcos Rômulo          | Daniel Emilly               | Ilmar Marcos                | Marcos Marinalva               | Emilly Ieda Vivian     |    |  |  |  |  |  |
| Eliminado           | Eliminado           | Eliminado           | Antônio 24% para continuar | Gabriela Flor 59% para eliminar | Mayara 81,60% para eliminar | Luiz Felipe 73,81% para eliminar   | Manoel 57,45% para eliminar | Elis 80,32% para eliminar   | Pedro 71,71% para eliminar    | Roberta 79,43% para eliminar | Rômulo 65,12% para eliminar | Daniel 68,38% para eliminar | Ilmar 55,92% para eliminar  | Marinalva 77,17% para eliminar | Ieda 1% para vencer    |    |  |  |  |  |  |
| Eliminado           | Eliminado           | Eliminado           | Mayla 45% para continuar   | Gabriela Flor 59% para eliminar | Mayara 81,60% para eliminar | Luiz Felipe 73,81% para eliminar   | Manoel 57,45% para eliminar | Elis 80,32% para eliminar   | Pedro 71,71% para eliminar    | Roberta 79,43% para eliminar | Rômulo 65,12% para eliminar | Daniel 68,38% para eliminar | Ilmar 55,92% para eliminar  | Marinalva 77,17% para eliminar | Vivian 41% para vencer |    |  |  |  |  |  |
| Outras %            | Outras %            | Outras %            | Manoel 76% para continuar  | Marcos 41% para eliminar        | Vivian 18,40% para eliminar | Ilmar Não divulgado para eliminar  | Emilly 34,68% para eliminar | Daniel 16,70% para eliminar | Emilly 24,73% para eliminar   | Emilly 14,45% para eliminar  | Marcos 28,05% para eliminar | Emilly 31,62% para eliminar | Marcos 44,08% para eliminar | Marcos 22,83% para eliminar    | Emilly 58% para vencer |    |  |  |  |  |  |
| Outras %            | Outras %            | Outras %            | Emilly 55% para continuar  | Marcos 41% para eliminar        | Vivian 18,40% para eliminar | Marcos Não divulgado para eliminar | Vivian 7,87% para eliminar  | Ilmar 2,98% para eliminar   | Marinalva 3,55% para eliminar | Ieda 6,12% para eliminar     | Ieda 6,83% para eliminar    | Emilly 31,62% para eliminar | Marcos 44,08% para eliminar | Marcos 22,83% para eliminar    | Emilly 58% para vencer |    |  |  |  |  |  |

### Legenda
|  | Lado americano da casa        |  |                                  | Lado mexicano da casa |
|  | Eliminado(a) antes da divisão |  | Não chegou a entrar oficialmente |                       |

### Tá com Tudo / Tá com Nada
|               | Sem 1 | Sem 21, 2 | Sem 33 | Sem 44 | Sem 55 | Sem 66 | Sem 77 | Sem 88 | Sem 99 | Sem 1010 | Sem 1111 | Sem 1211 |
| ------------- | ----- | --------- | ------ | ------ | ------ | ------ | ------ | ------ | ------ | -------- | -------- | -------- |
| Emilly        | TcN   | TcT       | TcN    | TcT    | TcT    | TcT    | TcT    | TcN    | TcT    | TcT      | TcT      | TcT      |
| Vivian        | TcT   | TcN       | TcT    | TcN    | TcN    | TcN    | TcN    | TcT    | TcN    | TcT      | TcT      | TcT      |
| Ieda          | TcN   | TcT       | TcN    | TcT    | TcT    | TcT    | TcT    | TcN    | TcN    | TcT      | TcT      | TcT      |
| Marcos        | TcN   | TcT       | TcN    | TcT    | TcT    | TcN    | TcT    | TcN    | TcT    | TcT      | TcT      | TcT      |
| Marinalva     | TcN   | TcT       | TcT    | TcN    | TcN    | TcN    | TcN    | TcN    | TcN    | TcT      | TcT      |          |
| Ilmar         | TcT   | TcN       | TcT    | TcT    | TcT    | TcT    | TcT    | TcT    | TcT    | TcT      |          |          |
| Daniel        | TcT   | TcN       | TcT    | TcN    | TcT    | TcT    | TcN    | TcT    | TcT    |          |          |          |
| Rômulo        | TcT   | TcN       | TcN    | TcT    | TcN    | TcT    | TcT    | TcN    |        |          |          |          |
| Roberta       | TcT   | TcN       | TcT    | TcN    | TcN    | TcN    | TcN    |        |        |          |          |          |
| Pedro         | TcN   | TcT       | TcN    | TcT    | TcT    | TcN    |        |        |        |          |          |          |
| Elis          | TcN   | TcT       | TcN    | TcN    | TcT    |        |        |        |        |          |          |          |
| Manoel        | TcT   | TcN       | TcT    | TcN    |        |        |        |        |        |          |          |          |
| Luiz Felipe   | TcT   | TcN       | TcT    |        |        |        |        |        |        |          |          |          |
| Mayara        | TcT   | TcN       |        |        |        |        |        |        |        |          |          |          |
| Gabriela Flor | TcN   |           |        |        |        |        |        |        |        |          |          |          |
| Mayla         | TcN   |           |        |        |        |        |        |        |        |          |          |          |
| Antônio       | TcT   |           |        |        |        |        |        |        |        |          |          |          |

- Nota 1: Na semana 2, cada grupo teve que entrar em consenso e mandar um integrante (com exceção da Líder Emilly) de sua equipe para a outra. Marinalva foi para o "Tá com Nada" e Rômulo foi promovido ao "Tá com Tudo".[129][130]
- Nota 2: Na semana 2, Ilmar comeu um bolinho de chuva, que não faz parte da dieta do "Tá com Nada", e causou punição coletiva, fazendo todos os participantes ficarem no "Tá com Nada" durante dois dias.[131][132]
- Nota 3: Na semana 3, após ser sorteada, Ieda teve que ir ao confessionário para decidir qual integrante do "Tá com Nada" iria para o "Tá com Tudo" e vice-versa (com exceção do Líder Daniel).[133] Ieda mandou Ilmar para o "Tá com Nada" e promoveu Elis ao "Tá com Tudo".[134]
- Nota 4: Na semana 4, após ser sorteada, Marinalva teve que ir ao confessionário para decidir qual integrante do "Tá com Nada" iria para o "Tá com Tudo" e vice-versa (com exceção do Líder Pedro). Marinalva mandou Rômulo para o "Tá com Nada" e promoveu Elis ao "Tá com Tudo".[135]
- Nota 5: Na semana 5, após ser sorteada, Marinalva teve que ir ao confessionário para escolher dois integrantes do "Tá com Tudo" para ir para o "Tá com Nada" e um do "Tá com Nada" para ir para o "Tá com Tudo" (com exceção dos Líderes Daniel e Emilly). Marinalva mandou Marcos e Pedro para o "Tá com Nada" e promoveu Rômulo ao "Tá com Tudo".[136]
- Nota 6: Na semana 6, após ser sorteado, Marcos teve que decidir abertamente, sem o uso do confessionário, qual integrante do "Tá com Nada" iria para o "Tá com Tudo" e vice-versa (com exceção do Líder Ilmar). Marcos mandou Daniel para o "Tá com Nada" e promoveu Roberta ao "Tá com Tudo".[137]
- Nota 7: Na semana 7, após ser sorteada, Vivian teve que decidir abertamente, sem o uso do confessionário, dois integrantes do "Tá com Tudo" para ir para o "Tá com Nada" e um do "Tá com Nada" para ir para o "Tá com Tudo" (com exceção do Líder Marcos). Vivian mandou Ieda e Ilmar para o "Tá com Nada" e promoveu Marinalva ao "Tá com Tudo".[138]
- Nota 8: Na semana 8, após ser sorteada, Ieda teve que decidir abertamente, sem o uso do confessionário, qual integrante do "Tá com Nada" iria para o "Tá com Tudo" e vice-versa (com exceção do Líder Ilmar). Ieda mandou Daniel para o "Tá com Nada" e promoveu Marinalva ao "Tá com Tudo".[139]
- Nota 9: Na semana 9, após ser sorteada, Marinalva teve que decidir abertamente, sem o uso do confessionário, qual integrante do "Tá com Nada" iria para o "Tá com Tudo" e vice-versa (com exceção do Líder Ilmar). Marinalva mandou Daniel para o "Tá com Nada" e promoveu Ieda ao "Tá com Tudo".[140]
- Nota 10:  Na semana 10, houve uma prova em conjunto onde todos os participantes ganharam 1.470 estalecas cada, mais 100 estalecas de bônus, de acordo com o desempenho na prova.[141]
- Nota 11:  Nas semanas 11 e 12, não houve prova da comida e todos os participantes ficaram no "Tá com Tudo".

## Classificação geral
| Pos.  | Participante             | Meio de indicação           | % dos votos | Eliminado em |
| ----- | ------------------------ | --------------------------- | ----------- | ------------ |
| 1     | Emilly Araújo            | Finalista                   | 58%         | —            |
| 2     | Vivian Amorim            | Finalista                   | 41%         | —            |
| 3     | Ieda Wobeto              | Finalista                   | 1%          | —            |
| 4     | Marcos Härter            | Expulso                     | Expulso     | Semana 12    |
| 5     | Marinalva de Almeida     | Líder (Emilly)              | 77,17%      | Semana 11    |
| 6     | Ilmar Fonseca            | Líder (Emilly)              | 55,92%      | Semana 10    |
| 7     | Daniel Fontes            | Líder (Ilmar)               | 68,38%      | Semana 9     |
| 8     | Rômulo Neves             | Líder (Ilmar)               | 65,12%      | Semana 8     |
| 9     | Roberta Freitas          | Líder (Marcos)              | 79,43%      | Semana 7     |
| 10    | Pedro Falcão             | Líder (Ilmar)               | 71,71%      | Semana 6     |
| 11    | Elis Gonçalves           | Líderes (Daniel e Emilly)   | 80,32%      | Semana 5     |
| 12    | Manoel Rafaski           | Líder (Pedro)               | 57,45%      | Semana 4     |
| 13    | Luiz Felipe Ribeiro      | Casa (5 votos)              | 73,81%      | Semana 3     |
| 14    | Mayara Motti             | Casa (7 votos)              | 81,60%      | Semana 2     |
| 15    | Gabriela Flor Bitencourt | Casa (7 votos)              | 59%         | Semana 1     |
| 16–17 | Mayla Araújo             | Disputa pelas últimas vagas | 45%         | Semana 1     |
| 16–17 | Antônio Rafaski          | Disputa pelas últimas vagas | 24%         | Semana 1     |

## Audiência
| Data de transmissão | SEG             | TER             | QUA             | QUI             | SEX             | SÁB             | DOM             | Média semanal |
| ------------------- | --------------- | --------------- | --------------- | --------------- | --------------- | --------------- | --------------- | ------------- |
| 23/01 a 29/01/2017  | 29,3            | 27,3            | 14,7            | 26,1            | 23,2            | 20,4            | 15,9            | 22,4          |
| 30/01 a 05/02/2017  | 26,3            | 25,4            | 12,7            | 26,3            | 24,8            | 20,5            | 15,2            | 21,6          |
| 06/02 a 12/02/2017  | 27,7            | 25,1            | 13,3            | 24,3            | 23,9            | 22,4            | 16,8            | 21,9          |
| 13/02 a 19/02/2017  | 26,7            | 24,8            | 16,1            | 25,1            | 21,9            | 19,8            | 14,6            | 21,3          |
| 20/02 a 26/02/2017  | 26,8            | 25,1            | 17,4            | 25,1            | 22,8            | 22,7            | 16,3            | 22,3          |
| 27/02 a 05/03/2017  | 25,3            | 23,9            | 15,9            | 26,3            | 23,9            | 20,8            | 17,5            | 21,9          |
| 06/03 a 12/03/2017  | 28,5            | 26,4            | 16,2            | 25,8            | 24,9            | 23,4            | 17,1            | 23,2          |
| 13/03 a 19/03/2017  | 28,9            | 24,8            | 18,3            | 27,5            | 27,8            | 26,0            | 16,5            | 24,3          |
| 20/03 a 26/03/2017  | 29,1            | 26,3            | 14,6            | 22,7            | 27,2            | 22,8            | 17,0            | 22,8          |
| 27/03 a 02/04/2017  | 28,8            | 17,6            | 14,7            | 25,2            | 28,2            | 22,3            | 19,0            | 22,3          |
| 03/04 a 09/04/2017  | 27,4            | 27,6            | 19,0            | 25,6            | 27,6            | 24,3            | 21,6            | 24,7          |
| 10/04 a 13/04/2017  | 34,1            | 29,0            | 19,3            | 29,1            | —               | —               | —               | 27,9          |
| 23/01 a 13/04/2017  | Média da edição | Média da edição | Média da edição | Média da edição | Média da edição | Média da edição | Média da edição | 23,1          |

- Em 2017, cada ponto representa 70.500 domicílios em São Paulo.